# Confluence (Pensilvânia)
Confluence é um distrito localizado no estado norte-americano de Pensilvânia, no Condado de Somerset.

## Demografia
Segundo o censo norte-americano de 2000, a sua população era de 834 habitantes.
Em 2006, foi estimada uma população de 788, um decréscimo de 46 (-5.5%).

## Geografia
De acordo com o United States Census Bureau tem uma área de
4,2 km², dos quais 4,1 km² cobertos por terra e 0,1 km² cobertos por água. Confluence localiza-se a aproximadamente 481 m acima do nível do mar.

## Localidades na vizinhança
O diagrama seguinte representa as localidades num raio de 16 km ao redor de Confluence.